# 今泉文子
今泉 文子（いまいずみ ふみこ、1944年1月18日-　）は、日本のドイツ文学者。立正大学名誉教授。

## 経歴
1944年、東京都生まれ。東京大学大学院独文科で学び、1974年に博士課程を単位取得退学。
1977年、名古屋市立大学助教授に就いた。1980年に立正大学教養部助教授に転じ、1982年に教授昇格。後に経済学部教授に異動。2014年に立正大学を定年退任し、名誉教授となった。

## 研究内容・業績
専門はドイツ文学で、ドイツロマン主義の文学。ノヴァーリスを専門とし、関係の訳書も多い。

## 著作
著書
- 『幻想文学空間 世紀転換期のベルリン・ウィーン・プラハ』ありな書房 1985
- 『鏡の中のロマン主義』勁草書房 1989
- 『ミュンヘン倒錯の都 「芸術の都」からヒトラー都市へ』筑摩書房 1992
- 『ロマン主義の誕生 ノヴァーリスとイェーナの前衛たち』平凡社選書 1999
- 『ノヴァーリスの彼方へ ロマン主義と現代』勁草書房 2002
- 『ノヴァーリス　詩と思索』勁草書房 2021

翻訳
- 『トーマス・ミュンツァー 革命の神学者』エルンスト・ブロッホ著、樋口大介共訳 国文社(アウロラ叢書) 1982
- 『ドイツ・ロマン派全集 第1巻　ティーク』「愛の魔法」国書刊行会 1983
- 『ドイツ・ロマン派全集 第2巻　ノヴァーリス』「ザイスの弟子たち」国書刊行会 1983
- 『テクスト詩学の原理』S.J.シュミット（ドイツ語版）著、菊池武弘共訳 勁草書房 1984
- 『草原情歌』ガルサン・チナグ著、文藝春秋 1995
- 『ノヴァーリス作品集』(全3冊) ちくま文庫 2006-2007

1. 1巻 サイスの弟子たち・断章
2. 2巻 青い花・略伝
3. 3巻 夜の讃歌・断章・日記

- 『ドイツ幻想小説傑作選 ロマン派の森から』編訳 ちくま文庫 2010
- 『夜の讃歌・サイスの弟子たち　他一編』ノヴァーリス著、岩波文庫 2015[3]

論文
- Cinii